# Marcello Pirani
Pour les articles homonymes, voir Pirani.
Marcello Stefano Pirani (né le 1er juillet 1880 et mort le 11 janvier 1968 à Berlin) était un physicien allemand, connu pour son invention de la jauge de Pirani, un capteur de vide (très basses pressions), fonctionnant sur le principe des transferts thermiques. Tout au long de sa carrière, il a travaillé sur l'avancement de la technologie pour l'éclairage et il est pionnier dans le domaine de la physique des gaz à décharge, utilisés pour la fabrication de sources lumineuses (lampes à décharge).

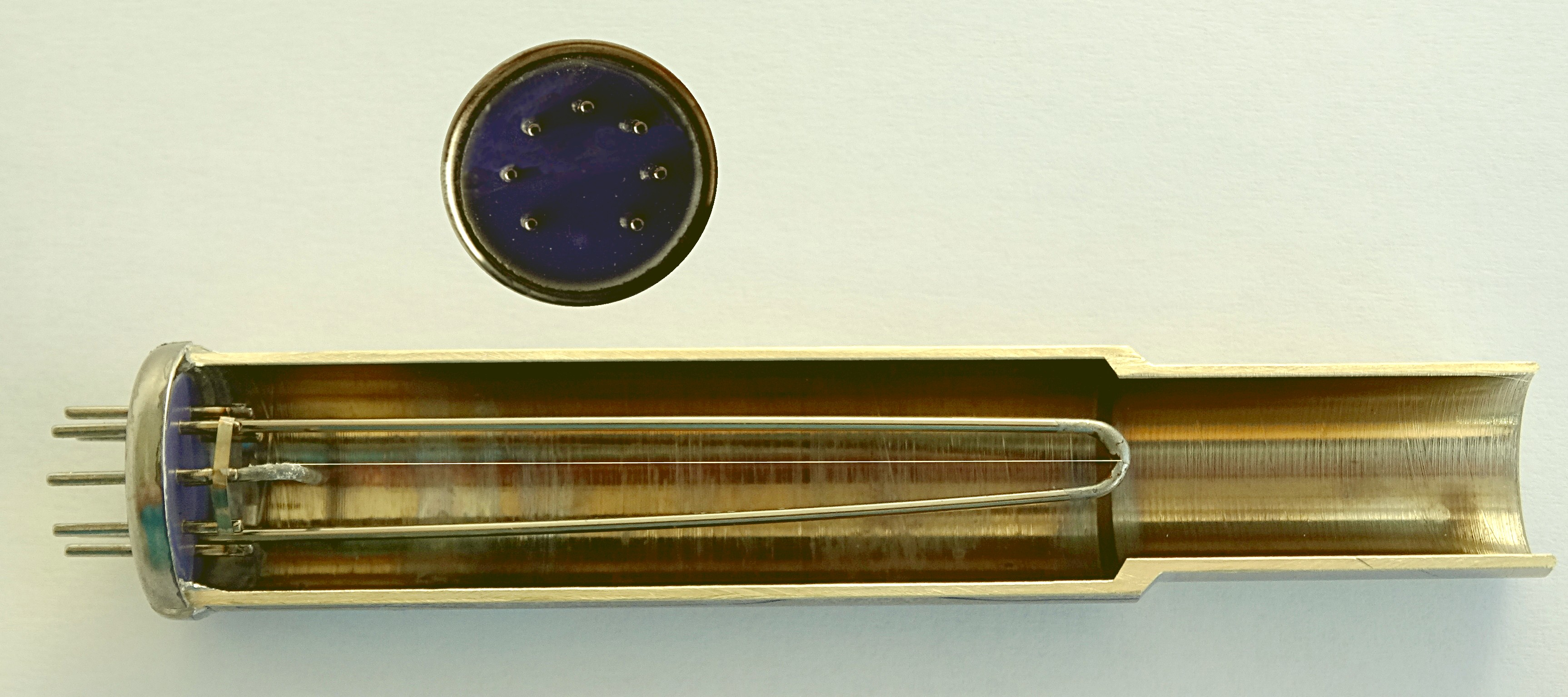
Jauge Pirani, ouverte

## Biographie
Marcello Pirani est né le 1er juillet 1880, à Berlin.
À partir de 1899, il étudie les mathématiques et la physique  à l'Université de Berlin. En 1903, il finit ses études en obtenant un Doctorat pour ses mesures de la constante diélectrique dans les solides. En octobre  1904, il rejoint l'usine d'ampoules électriques de Siemens & Halske AG, à Berlin, où il demeure pendant les quinze années suivantes. À l'âge de 25 ans, en 1905, il est promu à la tête du laboratoire de développement de l'usine.
En 1906, il fait sa plus importante invention : un nouveau type de capteur de pression qui porte aujourd'hui son nom, la jauge de Pirani. Cette jauge utilise un fil chaud (fil métallique chauffé par un courant électrique) placé dans un tube à vide . Le principe de fonctionnement est basé sur le fait que la conductivité thermique d'un gaz est fonction de la pression, quand cette dernière est en dessous d'une certaine limite . En particulier, il utilise la variation de la résistivité du fil chaud avec la température pour déterminer la perte de chaleur. Dans le travail originel de Pirani, le fil était composé de tantale et de platine. Aujourd'hui, le tungstène, le platine, le nickel ou des alliages de ces matériaux, sont plus couramment utilisés. Les capteurs de pression Pirani sont aujourd'hui utilisés en tant que capteurs de vide bon marché, mesurant des pressions allant de 100 mPa à 100 kPa.
Bien que travaillant chez  Siemens & Halske AG, Pirani continue ses études de physique jusqu’à un niveau avancé et il devient en 1911 Privatdozent (enseignant non rémunéré, bénévole) à l'Université Technique de Berlin-Charlottenburg . Au cours de la Première Guerre mondiale, il s'enrôle dans l'armée pour faire face aux problèmes techniques et scientifiques tels que la télégraphie sans fil. En 1918, Pirani est promu Professeur titulaire à la TU Berlin-Charlottenburg. Un an plus tard, il cofonde la Deutsche Gesellschaft für Metallkunde (société allemande pour la science des métaux) à Berlin.
À partir de 1919 à 1936, il travaille à la société Osram, nouvellement formée de l'association de Auergesellschaft,  Siemens & Halske, et Allgemeine Elektricitäts-Gesellschaft. En tant que chef du bureau des sciences et techniques, il coordonne les travaux scientifiques dans le domaine des technologies d'ampoule des trois sociétés fondatrices. C'est à cette période que paraissent ses innovantes contributions dans le domaine de l'éclairage, notamment celui des lampes à décharge. En 1928, il devint le chef du département de recherche pour l'éclairage électrique à Osram. Il écrit, dans les années 1930, un manuel sur la production de chaleur à partir de sources électriques.
Comme sa mère, Clara Schönlank, était juive,,, Pirani quitte l'Allemagne en 1936 pour l'Angleterre, à cause de la montée au pouvoir du parti Nazi en Allemagne. Pendant cinq ans, il  travaille comme physicien au laboratoire de recherche de General Electric Co. Ldt, à Wembley. Ici, ses travaux ont porté sur les problèmes des tubes à décharge et sur les matériaux résistants aux hautes températures, comme des verres spéciaux ou du quartz. De 1941 à 1947, il travaille comme conseiller scientifique pour l'Association de recherche sur l'utilisation du charbon britannique à Londres. Son champ d'activités porte alors principalement sur le développement de dispositifs de chauffage sans grille, sur la recherche sur les matériaux résistants aux hautes températures, le développement de coke à partir de charbon non cokéfié, et l'utilisation de la poussière de fumée . Ce n'est qu'en 1947, lorsqu’il devient conseiller scientifique de la British-American Research Ltd., aussi à Londres, qu'il s'intéresse à nouveau aux technologies pour le vide, et en particulier à leurs applications industrielles. En 1950, il publie une revue sur "Le Développement et les Applications des Techniques pour le Vide".
Il retourne en Allemagne en 1953, ayant accepté un poste de consultant pour Osram. Il s'installe d'abord à Munich avant de retourner, en 1955, à Berlin, sa ville natale.
Marcello Pirani est décédé à Berlin, le 11 janvier 1968 à l'âge de 87 ans

## Prix
- 1933 Membre Honoraire de la Lichttechnischen Gesellschaft (Société des Technologies d'éclairage)
- 1933 Médaille Gauß-Weber de l'Université de Göttingen
- 1961 Croix Fédérale du Mérite de la République Fédérale d'Allemagne.

## Publications
- E. Lax, M. Pirani, Tungsten (en allemand) Lehrbuch der Techn Physik, 1929
- Lax, Pirani, Technology of illumination p. 135, Pyrometer lamps p. 400, Life time of W-filament p. 440 in Handbuch der Physics, vol 19 and 21, Berlin Springer, 1929
- Tantalum and hygrogen (en allemand), Z Elektrochemie 1905
- Water absorbed on glass under the influence of electrons (en allemand) Z Physics, 1922
- Pirani, Lax, Electrolytic migration of sodium through glass (en allemand) Z Techn Phys, 1922
- Pirani, G. Wangenheim, Thermo element made of W-WMo (en allemand), Z Tech Phys, 1925
- K. Becker, Pirani, The bending of bi-metallic foils (en allemand), Z Tech Phys, 1932
- Pirani, R. Neumann, High vacuum gauges, Electronic Engineering 1944
- Development and application of high vacuum technique, Research, 1950
- An early method of vacuum gauge, Vacuum, 1952
- Pirani, J. Fischer, Graphisce Darstellung in Wissenschaft une Technik (en allemand) Berlin: De Gruyter, 1957
- Elektrothermie (en allemand), Berlin Springer, 1960
- Pirani, J. Yarwood, Principles of vacuum engineering, Londres Chapman & Hall, 1961